# 马吉德·马吉迪
马吉德·马吉迪（波斯語：‎，1959年4月17日—），伊朗电影导演、制片人、编剧，代表作《小鞋子》。